# Paul Dörwald
Paul Johann Ernst Dörwald (* 9. Juni 1859 in Friedland (Mecklenburg); † 19. September 1937 in Neubrandenburg) war ein deutscher klassischer Philologe, Gymnasiallehrer und Oberstudiendirektor. Dörwald, seit 1902 Gymnasialprofessor, war von 1906 bis 1926 Direktor des Gymnasiums in Neubrandenburg.

## Leben
Paul Dörwald war der Sohn des Wundarztes Otto Dörwald (* 1822) und dessen Frau Sophie, geborene Müller. Er besuchte von 1868 bis 1877 das Gymnasium in Friedland, das er Ostern 1877 mit dem Abitur verließ. Noch im gleichen Jahr begann er ein Studium der klassischen, germanischen und orientalischen Philologie an der Universität Rostock. Im Winterhalbjahr 1877 bis 1878 übernahm er kurzzeitig eine Hauslehrerstelle bei einem Grafen von Schlippenbach in Kroatien und setzte danach sein Studium an der Universität Rostock und an der Universität Straßburg fort. Im März 1881 wurde er an der Philosophischen Fakultät der Rostocker Universität mit der Dissertation De duali numero in dialectis Doricis et Aeolicis quae dicuntur zum Doktor der Philosophie promoviert und bestand das Examen Rigorosum.
Ab Ostern 1881 war Dörwald Alumnatsinspektor in Höxter. Im Dezember 1881 bestand er das Staatsexamen vor der großherzoglich mecklenburgischen Prüfungskommission in Rostock. Sein Probejahr absolvierte er am Gymnasium in Höxter, wo er auch als Hilfslehrer angestellt war. Von 1883 bis 1884 leistete er seinen Militärdienst im 131. Infanterie-Regiment und wurde im Oktober 1886 zum Leutnant der Reserve im 4. Niederschlesischen Infanterie-Regiment Nr. 51 befördert. Anschließend erhielt er eine Anstellung als ordentlicher Lehrer am städtischen Gymnasium im schlesischen Ohlau, wurde dort Ostern 1888 zum Oberlehrer und 1902 zum Gymnasialprofessor sowie königlich preußischen Rat [IV. Klasse] ernannt.
Im Sommer 1906 kehrte Dörwald in seine mecklenburgische Heimat zurück und wurde am 2. Juli 1906 Direktor des Gymnasiums mit angeschlossener Realschule in Neubrandenburg. Er unterrichtete die Fächer Hebräisch, Griechisch, Germanistik, Ethik und Pädagogik, wurde nach dem Ersten Weltkrieg Oberstudiendirektor und war ab 1925 Mitglied des Mecklenburg-Strelitzer Vereins für Geschichte und Heimatkunde. Paul Dörwald trat am 26. März 1926 in seinen Ruhestand. Er starb 1937 im Alter von 78 Jahren. Sein Grab auf dem neuen Friedhof in Neubrandenburg ist erhalten und steht unter Denkmalschutz.
Dörwald war verheiratet mit Wally Dörwald. Ein Sohn, Gerhard Dörwald (1895–1916), ist als Geschichtsstudent im Ersten Weltkrieg gefallen.

## Veröffentlichungen (Auswahl)
Paul Dörwald war Autor zahlreicher sprachwissenschaftlicher Schulbücher sowie Mitautor pädagogischer Fachzeitschriften und Schulprogramme. Sein Werk Griechischer Wortschatz erlebte noch zu seinen Lebzeiten mehrere Auflagen. Für die Allgemeine Deutsche Biographie verfasste er einen Beitrag über seinen Landsmann und Philologen August Dühr.
- Didaktik und Methodik des griechischen Unterrichts. Beck, München 1912.
- Das sittliche Leben. Eine Einführung der Primaner des Gymnasiums in den Fragen und Lehren der Ethik. Bertelsmann, Gütersloh 1918.
- Die Dichtkunst. Eine Einführung in das Verständnis des Wesens der Poesie und ihrer Gattungen. Bertelsmann, Gütersloh 1919.
- Eine Einführung in Shakespeares Dramen. Velhagen & Klasing, Bielefeld 1925.
- Hilfsbuch zu Goethe. Eine Einführung in die Dichtungen Goethes. Velhagen & Klasing, Bielefeld 1926.
- Griechischer Wortschatz. Weidmannsche Buchhandlung, Berlin 1929.
- Die griechische und lateinische Formenbildung in vergleichender Behandlung und mit sprachgeschichtlichen Erklärungen. Ein Hilfsmittel für den Unterricht in den höheren Klassen. Schöningh, Paderborn 1932.